# Анонвил Сиземон
Анонвил Сиземон (фр. Hannonville-Suzémont) насеље је и општина у североисточној Француској у региону Лорена, у департману Мерт и Мозел која припада префектури Брије.
По подацима из 2011. године у општини је живело 284 становника, а густина насељености је износила 32,72 становника/km². Општина се простире на површини од 8,68 km². Налази се на средњој надморској висини од 230 метара (максималној 232 m, а минималној 197 m).

## Демографија
| 1962. | 1968. | 1975. | 1982. | 1990. | 1999. | 2011. |
| ----- | ----- | ----- | ----- | ----- | ----- | ----- |
| 148   | 189   | 183   | 198   | 226   | 241   | 284   |

График промене броја становника у току последњих година